# Dünamünde

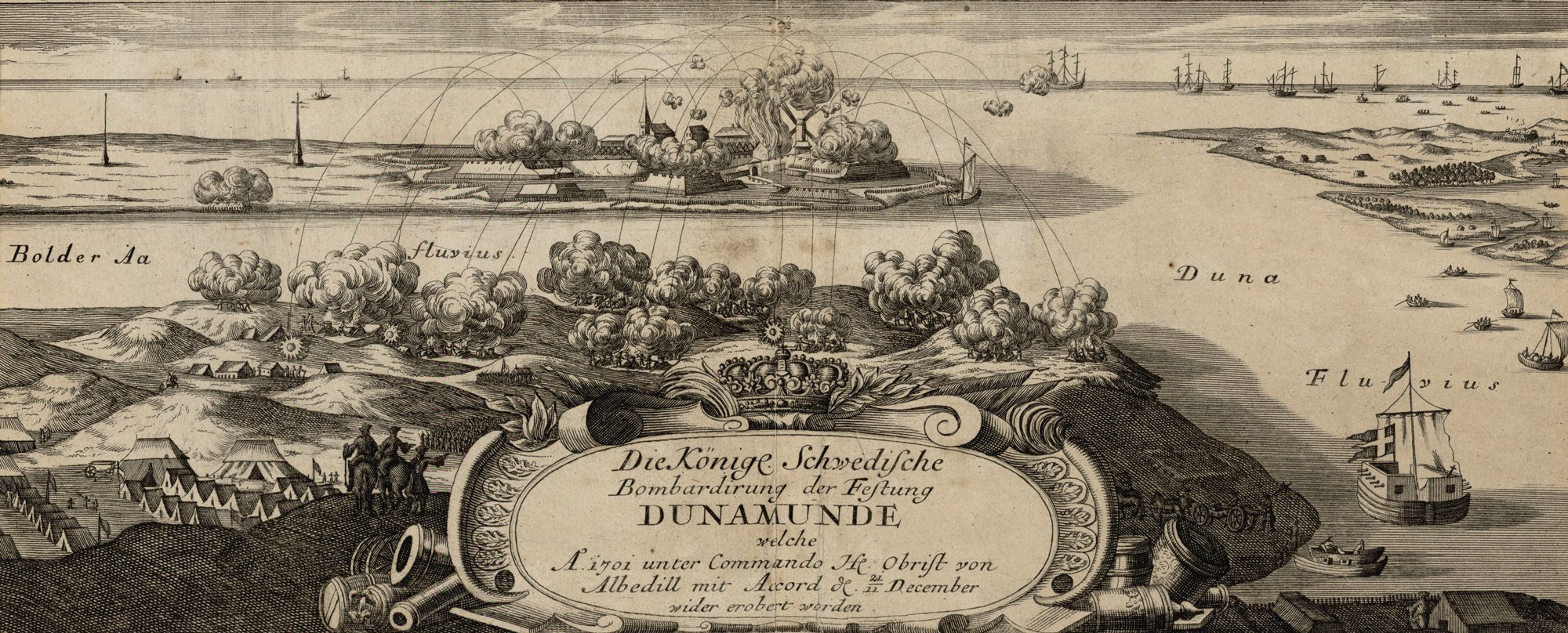
Svenska armén bombarderar fästningen Dünamünde 1701.

Dünamünde, även Neumunde, Neumünde och Nymünde på svenska, (lettiska: Daugavgrīva), var en fästning och hamnplats i Lettland vid Dünas utlopp i Rigabukten. Den användes även som Rigas vinterhamn, anlagd 1850–1852.

## Historia
Den första etableringen på platsen var Dünamünde kloster som byggdes på Dünas högra strand dryga 20 kilometer från biskop Albert av Rigas residens inne i själva staden Riga. Klostret anlades av munkar från Cisterciensorden 1205. Theoderich von Treyden var en tidig abbot och under 1210-talet var greve Bernard II av Lippe dess abbot. År 1305 sålde den dåvarande abboten klostret till den livländska delen av Tyska orden, som påbörjade byggandet av fästningen.
År 1329 blev borgen erövrad av borgarna i Riga, men dessa tvingades lämna tillbaka borgen till Tyska orden 1435. Under 1481 stängde Tyska orden av floden Düna genom att dra en järnkedja från Dünamünde till den andra flodbanken. De ville med detta hindra och förstöra handeln som passerade Riga. Rigaborna svarade på detta genom att erövra fästningen och förstöra den. Åtta år senare kom den Tyska orden tillbaka för att återuppbygga sitt fäste.
År 1561 under det livländska kriget blev Dünamünde en del av Storfurstendömet Litauen och sedermera Polsk-litauiska samväldet. Under den andra halvan av 1500-talet ändrades Dünas lopp och skapade en ny flodmynning cirka fem kilometer längre västerut. Det var i samband med detta som ett nytt, mindre fäste skapades som låg närmare flodmynningen. År 1582 inspekterades fästningen av den polske kungen Stefan Batory, som kallade fästet Dynemunt. Den 1 augusti intogs fästningen av Sverige genom greve Fredrik Joakim Mansfeld, som döpte om fästet till Neumünde (Nya mynningen). Detta nya fäste är idag lokaliserat till den moderna stadsdelen Daugavgrīva i Riga. På en karta från 1653, som skapats av den svenska krigsmakten, syns att fästet är förstört och själva borgen i ruiner. Material såsom sten användes för att bygga ett nytt fäste på den andra sidan av floden Düna. År 1700 intogs Dünamünde av sachsarna, men återerövrades den 11 december 1701 av svenskarna. Joachim Cronman blev senare kommendant för fästet och dog där den 5 mars 1703. Det togs 10 augusti 1710 av ryssarna, då kommendanten Stackelberg överlämnade det till fältmarskalk Boris Sjeremetjev och förblev, genom freden i Nystad (1721), under ryskt styre fram till Lettlands självständighet.